# Nyssodrysternum poriferum
Nyssodrysternum poriferum es una especie de escarabajo longicornio del género Nyssodrysternum, tribu Acanthocinini, subfamilia Lamiinae. Fue descrita científicamente por Bates en 1885.

## Descripción
Mide 9,35-14,3 milímetros de longitud.

## Distribución
Se distribuye por Bolivia, Brasil, Guatemala, Guayana Francesa, Honduras, México, Panamá y Venezuela.